# Menemerus namibicus
Menemerus namibicus là một loài nhện trong họ Salticidae.
Loài này thuộc chi Menemerus. Menemerus namibicus được Wanda Wesołowska miêu tả năm 1999.